# Britiske ekspedition til Tibet
Den britiske ekspedition til Tibet, også kendt som den britiske invasion af Tibet eller Younghusband-ekspeditionen til Tibet, begyndte i december 1903 og varede indtil september 1904. Ekspeditionen var faktisk en midlertidig invasion af britiske indiske styrker under regi af Tibet Frontier Commission, hvis påståede mission var at etablere diplomatiske forbindelser og løse konflikten om grænsen mellem Tibet og Sikkim. I det 19. århundrede erobrede briterne Burma og Sikkim og besatte hele den sydlige flanke af Tibet. Det tibetanske Ganden Phodang-styre, som dengang var under administrativt kontrolleret af Qing-dynastiet, forblev den eneste stat i Himalaya fri for britisk indflydelse.
Ekspeditionen var beregnet til at imødegå Ruslands opfattede ambitioner i øst og blev i vid udstrækning indledt af Lord Curzon, lederen af den britiske indiens regering. Curzon havde længe været bekymret over Ruslands fremskridt i Centralasien og frygtede nu for en russisk invasion af Britisk Indien. I april 1903 modtog briterne klare forsikringer fra den russiske regering om, at de ikke havde nogen interesse i Tibet. "På trods af de russiske forsikringer fortsatte Lord Curzon imidlertid med at presse for afsendelse af en mission til Tibet", bemærkede en britisk politisk officer på højt niveau.
Ekspeditionen kæmpede sig frem til Gyantse og nåede til sidst Lhasa, hovedstaden i Tibet, i august 1904. Dalai Lama var flygtet i sikkerhed, først i Mongoliet og senere i Kina, men tusinder af tibetanere bevæbnet med forældede forladegeværer og sværd var blevet mejet ned af moderne rifler og Maxim-maskingeværer, mens de forsøgte at blokere den britiske fremtrængen. I Lhasa tvang Kommissionen de tilbageværende tibetanske embedsmænd til at underskrive Lhasa-aftalen i 1904, før den trak sig tilbage til Sikkim i september, med den forståelse, at den kinesiske regering ikke ville tillade noget andet land at blande sig ind i administrationen af Tibet.
Missionen blev anerkendt som en militær ekspedition af den britiske indiske regering, der derfor udstedte en kampagnemedalje, Tibet-medaljen, til alle dem, der deltog.